# Ефремов, Александр Петрович
Алекса́ндр Петро́вич Ефре́мов (род. 2 декабря 1945, Москва) — советский и российский физик, доктор наук, проректор Российского университета дружбы народов.

## Биография
В 1961—1965 годах учился в Московском авиационном приборостроительном техникуме имени Серго Орджоникидзе. В 1966—1969 годах проходил службу в советской армии.
В 1974 году окончил Университет дружбы народов (УДН) по специальности «теоретическая физика», защитил диплом под руководством Н. В. Мицкевича. В 1974—1977 годах учился в аспирантуре УДН, в 1977 году защитил кандидатскую диссертацию на тему: «Движение распределенных источников со спином в гравитационных полях», после чего стал старшим преподавателем. В 1982—1983 годах проходил научную стажировку в США. В 1986 году стал доцентом кафедры естественных наук, в 1990 году — заведующим кафедрой физики. В 1994 году стал проректором РУДН по учебной работе, в 1998 году — первым проректором. В 1999 году стал директором нового Учебно-научного института гравитации и космологии. В 2006 году защитил докторскую диссертацию на тему: «Исследование кватернионных пространств и их взаимосвязи с системами отсчета и физическими полями».
В 2008 году стал членом-корреспондентом Российской академии естественных наук.
Женат.

## Научная деятельность
Автор более ста двадцати научных статей, трёх монографий, учебника и нескольких учебных пособий. Занимается переводами с английского и французского языков на русский.

## Признание
- 2005 — орден Дружбы.